# Hermandad de la Borriquita (Moguer)
La Ilustre y Franciscana Hermandad y Cofradía de Nazarenos de la Triunfal Entrada de Jesus en Jerusalén y María Santísima de la Esperanza, es una cofradía del pueblo de Moguer, en Huelva (España).
- Conocida popularmente como "La Borriquita".
- Fundada el año 1952.
- Sede: Convento de San Francisco.
- Horario procesional: 18:00 hasta las 23/00 horas.
- Penitentes: Las túnicas son blancas con botonadura, cíngulo, capa y antifaz rojo o verde, según se acompañe al Stmo. Cristo del Amor o a María Santísima de la Esperanza. En ambos casos el escudo debe ir en el antifaz, a la altura del pecho.
- Imágenes: Fue el imaginero Joaquín Moreno Daza el autor de las imágenes del Cristo sobre el asno y de la Virgen de la Esperanza, en el año 1942. Antonio León Ortega restauró en 1963 la imagen de la Virgen de la Esperanza, y en el año 1963 realizó un nuevo rostro para la Imagen del Cristo del Amor. El resto de imágenes que acompañan a la borriquita fueron realizadas en 2004 por Elías Rodríguez Picón.
- Pasos: La procesión consta de 2 pasos. El primer paso porta a Jesús montado en una borriquita acompañado por los apóstoles Juan y Pedro, dos niños jugando con un pequeño burrito y cierra la iconografía un palmera. El segundo paso porta a María Santísima de la Esperanza bajo palio.

Desde el año 1981 se realiza el "Pregón de la Levantá", que marca el inicio de la Semana Mayor Moguereña.

## Historia

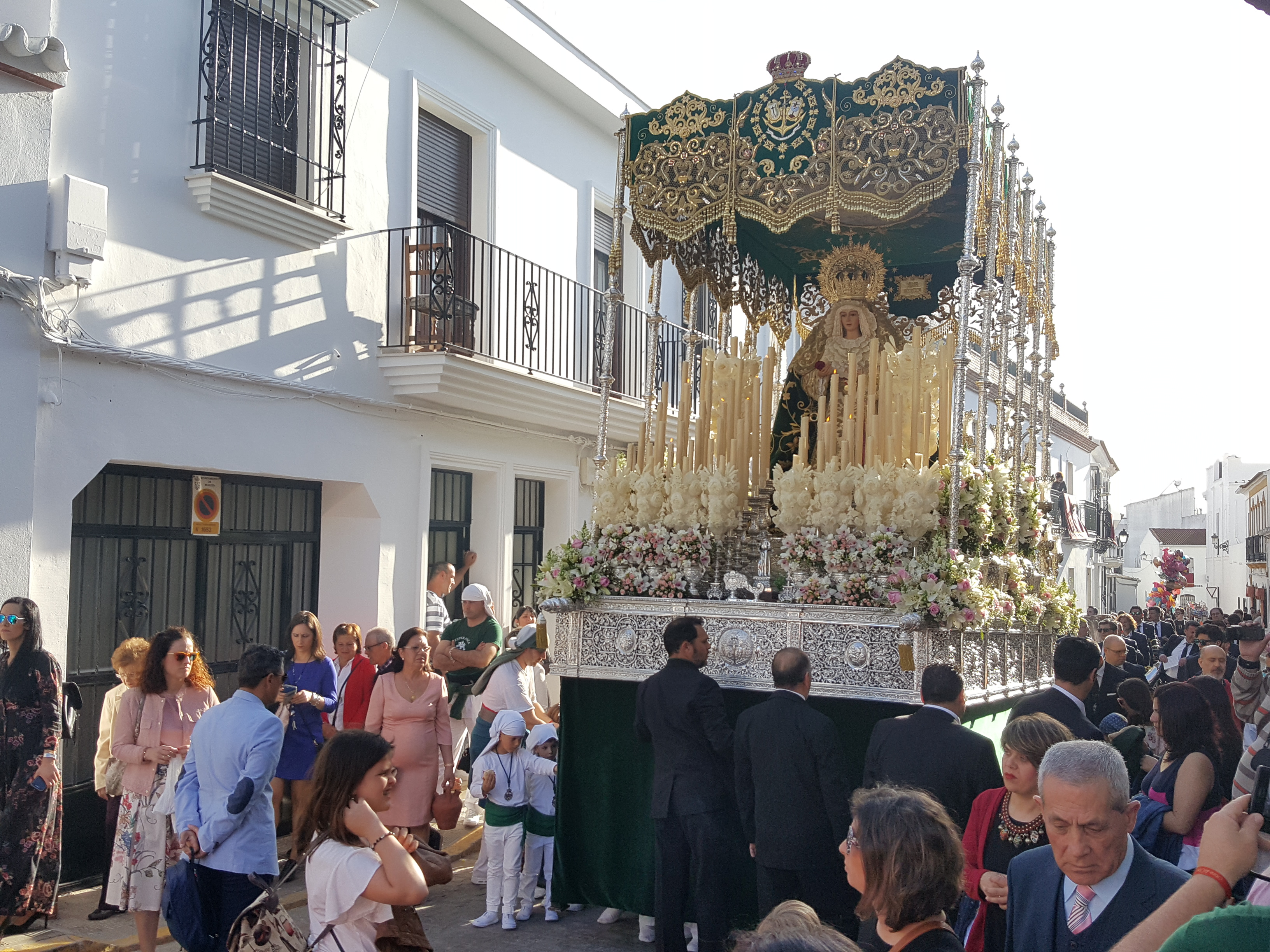
Paso de la Virgen de la Esperanza.